# 古斯曼戈區
7°23′05″S 78°53′47″W / 7.3848°S 78.8963°W
古斯曼戈區（西班牙語：Distrito de Guzmango），是秘魯的一個區，位於該國北部卡哈馬卡大區的孔圖馬薩省，面積49.9平方公里，海拔高度2,578米，2005年人口3,039，人口密度每平方公里61人。